# Шумиловский (Башкортостан)
Шумиловский (баш. ) — упразднённый кордон в Туймазинском районе Республики Башкортостан Российской Федерации. Входил в состав Нижнетроицкого сельсовета.

## География
Располагался в 45 км к югу от райцентра и ж.‑д. ст. Туймазы, у Шумиловского водопада.

## История
Основан в 1940‑е годы.
Существовал до середины 1960-х гг. (по данным «Башкирской энциклопедии»), упоминается в перечне населённых пунктов в справочнике АТД Башкирской АССР на 1 января 1969 года.

## Население
В 1959 насчитывалось 48 человек.